# 4713 Steel
A 4713 Steel (ideiglenes jelöléssel 1989 QL) egy kisbolygó a Naprendszerben. Robert H. McNaught fedezte fel 1989. augusztus 26-án.